# کتابخانه ملی پارلمانی گرجستان
کتابخانه ملی پارلمانی گرجستان (به لاتین: National Parliamentary Library of Georgia) یک کتابخانه ملی در گرجستان است که در 3 Gudiashvili St. Tbilisi, Georgia (country) واقع شده است.